# さくらんBOY DT
『さくらんBOY DT』（さくらんボーイ ディーティー）は、さくらんぼテレビで2009年1月から3月まで放送されたローカルアニメである。

## 概要
山形生まれのご当地ヒーローアニメである。2009年1月14日（水）25時05分より放送開始。
パソコン、携帯電話両方の公式ホームページでも各話の視聴が可能。

## ストーリー
悪の秘密結社「ザオウ団」から山形を守るため、日夜戦い続ける。

## キャラクター

### さくらんぼシティ
さくらんBOY DT
一子相伝のスーパーヒーロー。かつて世界を救ったとか救わなかったとか。その力は謎のまま。
スーパーさくらんBOY DT
進化したさくらんBOY DT。金色のエクステがギンギラギンでありながら、さりげなくおしゃれ度も格段UP。
佐藤 にしき（さとう にしき）
声 - チェリーマン2号
ごく普通の地味な男子。内なる異性への関心は普通の男子の約5倍。パンチラをロックオンした時の彼の視力は野生の鷹をも凌駕するほど。
山形 桜子（やまがた さくらこ）
声 - チェリーマン2号
山形一の美少女で、佐藤君のクラスメイト。成績優秀で、正義感の強い山形のセレブ界最終兵器。父が市長をしている。父親の下ネタと、萌え系アニメな顔立ちにコンプレックスを持っている。
山形 ナポレオン（やまがた ナポレオン）
声 - チェリーマン2号
さくらんぼシティの市長。娘の桜子には非常に甘いが、酸味もある。受粉の達人として世界的に有名。
洋 梨子（よう なしこ）
声 - チェリーマン2号
洋一族一の勇者。桜子の親友。常にラ・フランスを食べている。伝説として極道「芋煮会」を壊滅させており、禁断の果実の異名で恐れられている。
洋 梨子（裸眼）
眼鏡をはずした洋梨子。普段は極厚の眼鏡レンズにより周囲の光を屈折させていた。女子が眼鏡をとることにより可愛くなる現象こそ、このアニメで製作者が一番に伝えたかった。
桜ん坊将軍（さくらんぼうしょうぐん）
声 - チェリーマン2号
初代さくらんボーイである。市長と智に西軍についていた。「赤い宝石」の異名も持つ。深刻な男の悩みがある様子。
洋 梨江（よう なしえ）
声 - チェリーマン2号
洋梨子の妹。美人?の姉にコンプレックスがあるらしい。年頃だけに見た目を重視している。
綺麗なスノーモンスター（きれいなスノーモンスター）
声 - チェリーマン2号
正気を取り戻したスノーモンスター。プロスキーヤーで、長身を生かした巧みなスキーテクニックと甘いマスクで女性ファンが多い。
美人若女将（びじんわかおかみ）
声 - チェリーマン2号
蔵王の宿を切り盛りする美人癒し系女将。心のこもった接客で男性を虜にする。
スーパーさくらんボール
市長と桜ん坊将軍が合体した決戦用兵器。人肌位の温かさが攻撃されたものを不愉快にさせる。
未来の桜ん坊将軍（みらいのさくらんぼうしょうぐん）
声 - チェリーマン2号
アルミホイルを使ったコスプレが痛々しい将軍。なかなか定職につかず、両親も心配している。空飛ぶマシーンで現われた真意とは？

### ザオウ団
ザオウ
声 - チェリーマン2号
世界的にも珍しい「樹氷」があり、温泉やスキー場を多数持っている。地域を活性化させるために世界征服に乗り出した。
スノーモンスター
声 - チェリーマン2号
ザオウ団の観光資源として大切な存在。ライトアップされると幻想的でカップルに大人気。山形は蔵王の山頂に生息するらしい。
だだちゃビーンズ将軍（だだちゃビーンズしょうぐん）
声 - チェリーマン2号
まぼろしの豆と呼ばれている。甘味と濃厚な味があらゆる食通を唸らせる。ザオウ団の幹部で、口癖が「豆食え！」。
イモーニ男爵（イモーニだんしゃく）
声 - チェリーマン2号
極道グループ「芋煮会」の元会長で、東北地方を牛耳っている。去年芋煮会でザオウと地域おこしの話で意気投合、そして現在に至る。
ダシヤッ公爵（ダシヤッこうしゃく）
声 - チェリーマン2号
豆腐界の貴公子で、だしを頭にかぶっている。豆腐部分の防御力をだしパワーでカバーしている。栄養面でもバランスのとれたファイター。
愛のダシ戦士 イモエ マメツグ（あいのダシせんし イモエ マメツグ）
声 - チェリーマン2号
ザオウ団三幹部の最終形態にして最終決戦兵器。必殺技「まめ鉄砲」の破壊力はピッチングマシーンですら凌駕する。
歩（ふ）
声 - チェリーマン2号
将棋軍団のムードメーカー。「歩の無い将棋は負け将棋」「手の無い時は端歩を突け」と上司にいつも言われ続けている。中学、高校は男子校だった。
成金（なりきん）
通販で購入した幸運のブレスレットを歩が装着する事によってパワーアップした姿。「最近彼女が出来た」と言い張っている。
王（おう）
声 - チェリーマン2号
キング・オブ・キングス。町内で名君として専らの評判だったが、ある日を境に豹変した。ニックネームは「ワンちゃん」。
将棋軍団（しょうぎぐんだん）
声 - チェリーマン2号
王を司令塔にした近代的なチーム。ディフェンスに「金」「銀」、オフェンスに「飛車」「角」と攻守共にバランスが良い。桂馬、香車の身体能力の使い所が勝敗の鍵。
山形牛（やまがたぎゅう）
声 - チェリーマン2号
日本食肉格付協会が定める肉質等級「A4」以上という狭き門を潜り抜いたエリート食肉。ダシヤッ公爵とは同じエリート同士親友でありライバルである。
巨大スノーモンスター（きょだいスノーモンスター）
声 - チェリーマン2号
ザオウ様がスノーモンスターとおにぎりと間違えて握ってしまい生まれた恐怖のクリーチャー。
マメ
声 - チェリーマン2号
ビーンズ将軍の中身の豆。いつも「豆食え！」とぶっきらぼうだが、内面は非常にマメである。そのギャプで、政敵も騙された。
イモーニ一家（イモーニいっか）
声 - チェリーマン2号
熱き血潮に導かれて極道に走った漢が最後にたどりついた従順な妻と利発な息子のいる穏やかな暮らしだった。

## 乗り物
ザワ線
皆に親しまれている列車で、「ザワ線」と呼ばれている。ザオウ団に乗っ取られて地獄のフルーツラインと化した。

## スタッフ
- 脚本 - チェリーマン0号、チェリーマン1号、チェリーマン2号
- キャラクターデザイン - チェリーマン1号、チェリーマン2号
- 音楽 - チェリーマン2号
- 企画・協力 - さくらんぼテレビ
- 製作・著作 - 芸者東京エンターテイメント

## 各話リスト
| 話数   | サブタイトル                   |
| ------ | ------------------------------ |
| 第1話  | 旋律のモンスター ザオウ団現る! |
| 第2話  | 赤い宝石! 桜ん坊将軍現る!      |
| 第3話  | 伝説の戦士!?さくらんBOY DT!!   |
| 第4話  | 天童の異変!!                   |
| 第5話  | 激突！将棋軍団!                |
| 第6話  | 白の貴公子!ダシヤッ公爵!!      |
| 第7話  | 桜子の秘策!!                   |
| 第8話  | 燃えよ!佐藤にしき!!            |
| 第9話  | 対決!ダシ、イモ、マメ!!        |
| 第10話 | 頂上決戦!ザオウ団              |
| 第11話 | さくらんBOY DT最終回?          |